# 纳宝帝
PT Kaldu Sari Nabati Indonesia（简称Nabati、纳宝帝）是一家印尼食品公司，发源于西爪哇省万隆市。最著名的产品是丽芝士（Richeese）。现业务涵盖快速消费品、快餐连锁、电子商务、物流、数字娱乐及房地产等领域。
自1985年创立以来，Nabati集团持续为消费者提供多样化的威化饼干、曲奇、零食、方便面、碳酸饮料及快餐产品。旗下多个品牌如Nabati威化、Time Break、Nextar、SiiP、Ahh、Richeese方便面、AMO饮料及Richeese Factory快餐等已成为印尼家喻户晓的品牌。
集团业务版图不仅限于快速消费品与快餐领域。2013年为拓展物流业务成立子公司PT Pinus Merah Abadi（PMA），目前物流网络已覆盖印尼200多个地区。通过Nabati Food Pte Ltd，集团产品更远销海外市场。
旗下eDOT电商平台为消费者提供便捷服务，Gmovie Studio打造的虚拟偶像Arbie SEO更成为网络热议的数字创意产品。
目前集团拥有位于Rancaekek、Cicalengka和Majalengka的三座现代化工厂，总部WU Tower坐落于Pasteur收费公路出口处。集团员工总数达4.1万人，业务遍布印尼各地。

## 发展历程

### 1985年
林文聪（Krisdianto Lesmana）与Ida Surjati夫妇以PT Nabati Jaya Indonesia为名创立企业，初期仅在万隆市Soekarno Hatta路112号的家庭式作坊生产传统零食。

### 1993年

1993至2019年使用的公司标志

推出Nabati巧克力涂层威化饼干。

### 2002年
公司正式更名为PT Kaldu Sari Nabati Indonesia，并在距万隆市约50公里的Cicalengka建成占地4万平方米的现代化工厂。

### 2006年
推出Richeese系列零食产品，如威化，芝心棒（Ahh'）/卷（Rolls）同期推出Richoco巧克力风味系列。

### 2009年
在Rancaekek建成现代化威化饼干工厂。

### 2011年
进军快餐行业，首家Richeese Factory餐厅于2月8日在万隆Paris Van Java商场开业。目前该品牌已在印尼开设250家门店，并进军马来西亚市场。

### 2013年
成立物流配送公司PT Pinus Merah Abadi，初期负责集团产品配送，后发展为开放第三方物流服务。

### 2015–2022年：产品拓展与合作
2015年推出Nextar凤梨酥系列。2017年与PT Simba Indosnack Makmur合作推出Simba Siip焦糖爆米花。2018年起Richeese与Richoco正式作为风味系列应用于全线产品。
2020年与PT Emina Cheese Indonesia合作推出Emina Richeese芝士棒，同年通过PT Nutribev Sinergy Indonesia与PT AJE Indonesia合作推出AMO系列碳酸饮料，正式进军饮料行业。2021年通过PT Nutribev Sinergy Indonesia与茂物县Gunung Putri的PT Puan Mahar Karya矿泉水厂合作推出AMO矿泉水。
2021年3月重新推出停产多年的Nabati巧克力涂层威化（2024年2月更名为Nabati Wrapz Richoco）。
2021年11月与PT 乐天印尼公司合作推出Lotte Choco Pie Richeese限定产品。2022年8月通过PT Nutribev Nabati Indonesia推出Richeese方便面系列，含芝士炒面与芝士拉面两种类型，每种分0级原味、3级劲辣和5级终极辣度三档。

### 2023年至今：Nabati宇宙
2023年8月8日推出韩国地瓜风味系列产品，并邀请韩国男团Enhypen担任品牌大使。同年10月该风味扩展至Big Rolls、Nextar Star等产品线。12月底正式将此次合作命名为"Nabati Universe"。
2024年2月18日邀请韩国女团aespa作为Richoco系列品牌大使，开启"Nabati Universe"第二篇章。3月2日与PT Sera Food Indonesia合作推出Richeese Factory鸡块产品线。
2024年4月26日邀请韩国男团Riize担任Richeese系列品牌大使，开启"Nabati Universe"第三阶段合作。
2024年8月计划推出椰香斑斓风味系列产品。

## 总部与生产基地
集团总部位于万隆市，在雅加达南部Pasar Minggu设有代表处，生产基地分布于西爪哇省Rancaekek（万隆县）、Sumedang县和Majalengka县。其中Rancaekek工厂生产Nextar系列，Sumedang工厂生产威化饼干，Majalengka工厂生产Ahh、Rolls及Siip系列产品。